# منهاج العابدين
منهاج العابدين هو كتاب يُنسب إلى الإمام أبو حامد الغزالي، غير أن المرجح أنه ليس من تأليفه.
لخص الكتاب الحافظ أحمد زيني دحلان.

## محتوى الكتاب
الكتاب واسمه الكامل منهاج العابدين إلى جنة رب العالمين، هو كتاب يوضح خطوات عملية لتزكية النفس البشرية مشبهاً لها بالطريق الذي يسلكه الشخص للوصول إلى مقصوده، وهذا الطريق فيه عقبات تعترض السالك وهي كما يوضحها المؤلف:
- عقبة العلم.
- ثم عقبة التوبة.
- ثم عقبة العوائق.
- ثم عقبة العوارض.
- ثم عقبة البواعث.
- ثم عقبة القوادح.
- ثم عقبة الحمد والشكر.

## مخطوطات الكتاب
من المخطوطات المعتمدة في طبعة دار المنهاج بجدة مخطوطة كتبت سنة 903 هـ وهي من مكتبة الأحقاف بمدينة تريم في محافظة حضرموت.